# Шанхайская зона свободной торговли

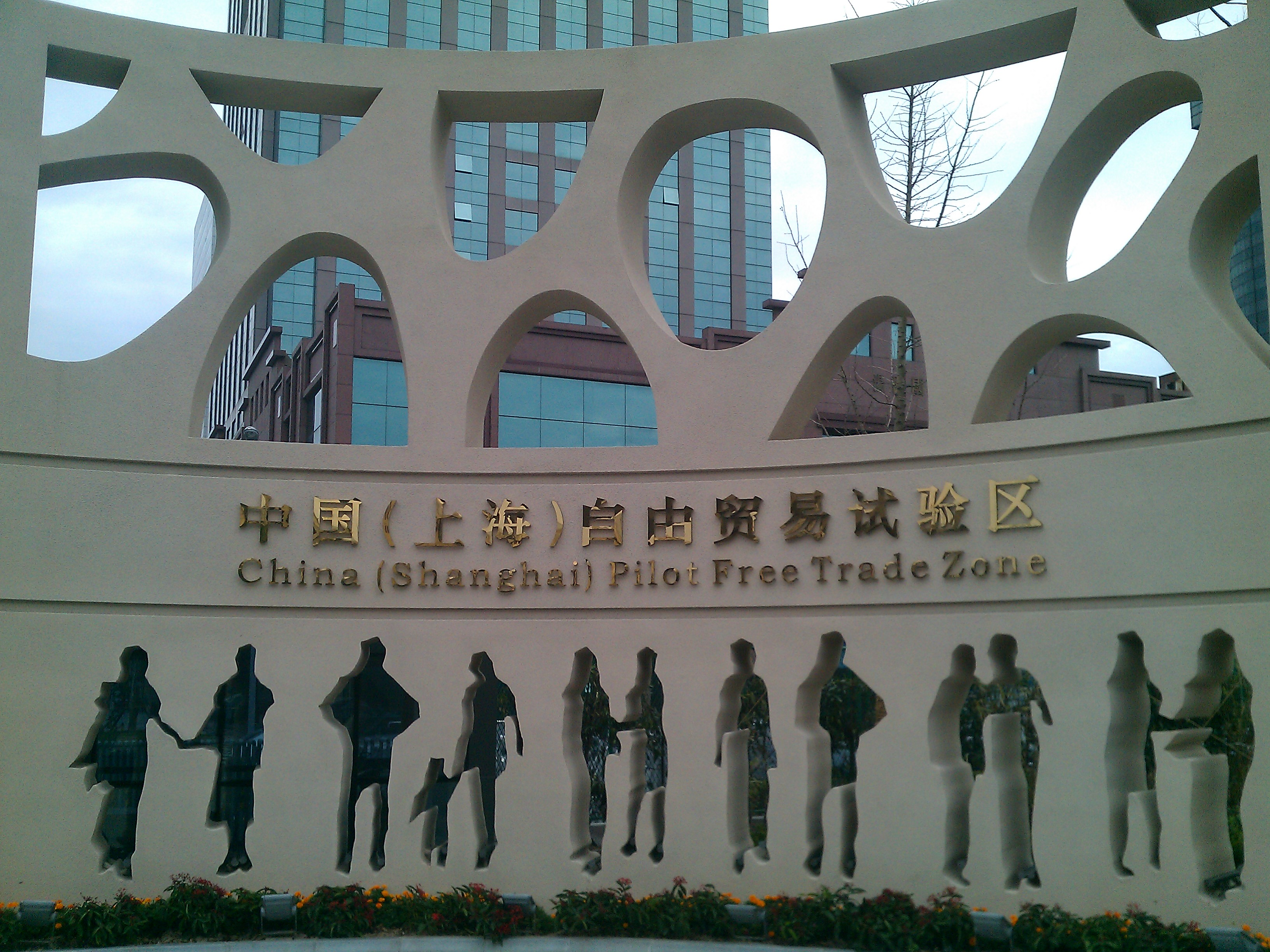
Китайская (Шанхайская) экспериментальная зона свободной торговли

Шанхайская зона свободной торговли (Шанхайская ЗСТ или SFTZ, по-китайски известная как 上海自由贸易区/上海自贸区), официальное название Китайская (Шанхайская) экспериментальная зона свободной торговли (Chinese: 中国（上海）自由贸易试验区; pinyin: Zhōngguó (Shànghǎi) Zìyóu Màoyì Shìyànqū) — зона свободной торговли в Шанхае, Китай. 22 августа 2013 года, Государственный Совет одобрил создание Шанхайской ЗСТ. Официально она была запущена 29 сентября 2013 года при поддержке китайского премьер-министра Ли Кэцяна.
Шанхайская ЗСТ — первая зона свободной торговли в континентальном Китае. Она занимает площадь 120,72 км² и объединяет четыре действующие связанные зоны в районе Пудун — это зона свободной торговли Waigaoqiao, Логистический Парк свободной торговли Waigaoqiao, Яншаньский порт свободной торговли и Комплексная зона свободной торговли аэропорта Пудун. С 21 апреля 2015 года, Шанхайская ЗСТ была расширена, и в неё стали включать Финансовый и Торговый район Луцзяцзуй, Шанхай Цзиньцяо экономическая и технологическая зона развития (бывшая зона экспортной переработки jinqiao) и Zhangjiang Hi-Tech Парк.

## Особенности
Зона используется как полигон для экономических и социальных реформ. Например, продажа игровых консолей, которая была запрещена в Китае с 2000 года, но будет разрешена в зоне. В то же время Microsoft поставили себе цель появиться на рынке Китая с Xbox в конце апреля 2014 года, а дата выпуска была намечена на 23 сентября 2014 года. Консоли и персональные игры будут темой для обсуждения, а также производство и реализация будут зависеть от одобрения Шанхайским городским управлением культуры, радио, кино и телевидения в Китае.
Хотя изначально сообщалось, что в зоне будет также иметь неограниченный доступ к интернету (запрет на сайты, такие как Facebook будут сняты), всё же официальное агентство Синьхуа заявило, что Интернет ограничения не будут сняты.
Товары, поступающие в зону, не подлежат пошлинному и таможенному оформлению. Это было большим преимуществом для винодельческой промышленности в Китае, Поскольку Шанхайская ЗСТ предоставляет импортерам большую гибкость в ввозе вина в Китай

### Арбитраж
У ЗСТ есть отличительный механизм разрешения споров, чем в других частях Китая. Арбитраж в зоне регулируется отдельным набором Арбитражных Правил, выпущенным Шанхайским Международным Арбитражным Центром (SHIAC). Они внесли несколько реформ, благоприятных для иностранных инвестиций в ЗСТ, включая экстренный арбитраж, гибридное посредничество / арбитраж

### Создание компании
В ЗСТ отменены ряд финансовых требований для создания компании, включая минимальный необходимый капитал в размере RMB 30 000 для общества с ограниченной ответственностью, RMB 100 000 для компаний с одним акционером, и RMB 5 миллионов для акционерных обществ. Кроме того, в рамках новой системы регистрации капитала ЗСТ, иностранным инвесторам больше не требуется вкладывать 15-процентный капитал в течение трех месяцев и полный капитал в течение двух лет после создания иностранного инвестированного предприятия.
Вместо этого акционеры компаний, созданных в зоне, могут договориться о размере, форме и сроке вклада по своему усмотрению. Тем не менее, акционеры по-прежнему несут ответственность за подлинность и законность вкладов капитала и будут привлечены к ответственности перед компанией в пределах их соответствующего подписанного капитала или акций.
Помимо этих финансовых реформ, ЗСТ также вводит упрощенную процедуру для иностранных инвесторов для создания компании в Китае. «Единая платформа обработки заявок», уникальная для Китая, требует, чтобы все материалы заявок были представлены и обработаны Администрацией промышленности и торговли (АПТ). Соответствующие процедуры утверждения и подачи затем проводятся через межведомственный оборот, после чего различные лицензии и сертификаты (включая лицензию на предпринимательскую деятельность, сертификат корпоративного сертификата и свидетельство о регистрации налогов) выдаются заявителем(ами) АПТ.
Это означает, что заявители могут получить все необходимые документы для создания компании в одном месте, в отличие от остальной территории Китая, где кандидаты должны бегать между различными органами власти для получения различных справок.
По данным Бюро статистики Шанхая, около 10 000 предприятий, зарегистрировались в Шанхайской зоне свободной торговли по состоянию на июнь 2014—661 из которых были предприятия с иностранными инвестициями.

### Иностранные валюты
Как было объявлено 28 июня 2014 года в Шанхайском филиале Государственного управления валютной биржи (SAFE), зона свободной торговли разрешит конвертируемость юаня и неограниченный обмен валют, а также компании освобождаются от налогов сроком на 10 лет, с целью упрощения процесса поступления прямых иностранных инвестиций (ПИИ) и упрощение управление счетами капитала.
В соответствии с новыми положениями зарегистрированные в ЗСТ предприятия с иностранными инвестициями (FIE) могут теперь производить расчеты по счету в иностранной валюте по своему усмотрению, что отличается от предыдущих правил, когда расчеты были ограничены теми, которые считаются «фактическими нуждами». Компании с иностранным капиталом в ЗСТ могут также теперь открывать специальные депозитные счета в юанях для хранения средств, полученных из расчетов по обмену иностранной валюты, которые затем могут использоваться для осуществления платежей. Тем не менее, ограничения по-прежнему применяются для использования счетов с юанями для определённых видов транзакций.

### Недвижимость
Учитывая, что Шанхайская ЗСТ объединила две существующие связанные зоны — Waigaoqiao и Yangshan — большая часть её общей площади передаётся промышленному использованию. Более того, коммерческое пространство быстро было схвачено спекулянтами, сделав ставку на будущую желательность зоны преференциальной политики. Это подняло арендные ставки на офисную недвижимость в ЗСТ и создал пузырь в секторе. В ответ на это городское правительство приняло меры, чтобы провести перепланировку промышленных районов для коммерческого и научного использования. В частности, предприятиям разрешается зарегистрировать виртуальный офис в ЗСТ, благодаря которому они могут по-прежнему пользоваться всеми отличительными правилами и преференциями ЗСТ.

### Иностранные инвестиции
В ЗСТ был проведён ряд реформ, направленных на создание льготных условий для иностранных инвестиций. 18 сентября 2013 года Государственный совет Китая опубликовал список из 18 отраслей промышленности, которые могут получать особые условия в этой зоне, этот список включал медицинские услуги, телекоммуникации, морские перевозки и международное управление судами и банковское дело.
Ещё одна важная особенность зоны — это «черный список» сфер, в которые запрещен доступ для иностранных инвестиций, он был опубликован Шанхайским муниципальным Правительством. 16 секторов, названных как ограниченные или запрещенные для иностранных инвестиций, перечисляются следующим образом::
- Сельское хозяйство, лесное хозяйство, животноводство и рыболовство
- Горная промышленность
- Обрабатывающая промышленность
- Производство и поставка электроэнергии, газа и воды
- Строительство
- Оптовая и розничная торговля
- Транспорт, складирование и почтовые услуги
- Передача информации, Компьютерные услуги и программное обеспечение
- Финансы
- Недвижимость
- Лизинг и коммерческие услуги
- Научные исследования и технические услуги
- Управление водным хозяйством, охраной окружающей среды и общественными объектами
- Образование
- Здравоохранения и социальные отрасли
- Культуры, спорта и индустрии развлечений[19]

«Черный список» был обновлен в июле 2014 года, в котором было обозначено дальнейшее ослабление ограничений на иностранные инвестиции в финансовую отрасль, производство и транспортные услуги.

## Особые отрасли

### Электронная коммерция
В одной из первых мер, введенных в рамках Шанхайской ЗСТ, Главное таможенное управление (GAC) запустило трансграничную платформу электронной коммерции, buyeasi.com Chinese: (跨境 通; пиньинь: Kuàjìng tōng). Это было направлено на то, чтобы поставить в тупик те компании, которые постоянно уклонялись от таможенных пошлин или занимались контрабандой, подобная деятельность появилась на фоне процветающего рынка электронной коммерции Китая через интернет-продавцов, таких как Taobao. Продукты на новом сайте, будут контролироваться GAC, продаваться только теми поставщиками, которые проходили регистрацию в таможенных органах, тем самым можно будет избежать риска поддельных продуктов и снизить цены на продукцию за счет использования таможенных складов.

### Юридические услуги
В ЗСТ представлены два основных изменения в китайской юридической отрасли: во-первых, ранее иностранным юристам было запрещено напрямую участвовать в юридических делах Китая, а иностранным юридическим фирмам разрешалось создавать филиал или представительство в Китае, то теперь в рамках пилотной программы ЗСТ иностранная юридическая фирма, создавшая представительство в Шанхайской ЗСТ, будет иметь право заключить соглашение с китайской юридической фирмой о взаимной поставке адвокатов.
Во-вторых, иностранные юридические фирмы, которые уже создали представительства в Китае, теперь могут осуществлять совместные операции в Шанхайской ЗСТ с китайскими юридическими фирмами, посредством чего они могут предоставлять юридические услуги китайским и иностранным клиентам на основе китайских и иностранных законов в соответствии с правами и обязательства, предусмотренными в их соглашениях.

### Логистика, складирование и транспортировка
Логистическая отрасль в ЗТЗ получает преимущества от наличия порта Waigaoqiao, глубоководного порта Яншань и международного аэропорта Пудун, а также упрощенного процесса утверждения таможенных правил в зоне, что сокращает время, необходимое для доставки товаров в Китай и из Китая. В результате спешки компаний, которые хотят влиться в зону, цены на аренду промышленной собственности (складов) стали расти вверх по сравнению с другими районами Шанхая.

### Морское страхование
Страховые компании в ЗСТ могут обратиться в Шанхайский Институт морского страхования для утверждения предоставления новых морских страховых продуктов. Это первый пример, когда отраслевая ассоциация получает такие полномочия в Китае, и это способствует повышению конкурентоспособности морской страховой отрасли Шанхая.

### Медицина
Согласно законодательству, принятому Шанхайским муниципальным правительством, иностранные инвесторы могут создавать полностью принадлежащие иностранным компаниям предприятия (WFOE) в медицинской промышленности в ЗСТ. Иностранная собственность (до 70 процентов) также разрешена для акционерных или совместных предприятий в медицинской промышленности. Обе формы учреждения подчиняются определённым условиям, таким как минимальный общий объём инвестиций в 20 млн. Юаней и максимальный период работы 20 лет.

### Телекоммуникации
Телекоммуникационный сектор Китая по-прежнему сильно ограничен в ЗСТ, как и в других местах в Китае, где в отрасли доминируют государственные гиганты China Mobile, China Unicom и China Telecom.